# Anne Köhler
Anne Köhler (* 29. Mai 1978 in Lahn-Gießen) ist eine deutsche Schriftstellerin.

## Leben
Anne Köhler begann ab 1997 Studien der Architektur und Kunstgeschichte in Berlin. Ab 2000 studierte sie Kreatives Schreiben und Kulturjournalismus an der Universität Hildesheim. Nach dem Abschluss im Jahr 2006 zog sie wieder nach Berlin. Sie veröffentlichte in Zeitschriften und Anthologien wie Edit, Bella triste, Macondo und dare. Daneben arbeitete sie als Autorin, Kellnerin, Lektorin, Sortiererin, Bürodame, Fotoassistentin, Archivarin und Köchin.
Im Jahr 2010 erschien ihr erstes Buch Nichts werden macht auch viel Arbeit – Mein Leben in Nebenjobs, im März 2015 ihr erster Roman mit dem Titel Ich bin gleich da.
Anne Köhler lebt in Berlin. 2013 wurde sie zur Dresdner Stadtschreiberin gewählt. 2016 erhielt sie ein Arbeitsstipendium des Berliner Senats.

## Veröffentlichungen
- Nichts werden macht auch viel Arbeit. Mein Leben in Nebenjobs. DuMont Buchverlag, Köln 2010, ISBN 978-3-8321-9591-5.
- Ich bin gleich da. Roman. DuMont Buchverlag, Köln 2015, ISBN 978-3-8321-9751-3.
- Nicht aus der Welt. Roman. DuMont Buchverlag, Köln 2022, ISBN 978-3-8321-8004-1.